# 1721
| [ Edytuj tabelę ]              | |
| Król Polski                    | - 1709 August II Mocny 1733 |
| Król Afganistanu               | - 1715 Mahmud Chan 1725 |
| Współksiążęta Andory           | - 1714 Simeó de Guinda y Apéztegui 1737 - 1715 Ludwik XV 1774                                                                                      |
| Elektor Bawarii                | - 1679 Maksymilian II Emanuel 1726 |
| Sułtan Brunei                  | - 1705 Hussin Kamaluddin 1730 |
| Cesarz Chin                    | - 1661 Kangxi 1722 |
| Król Czech                     | - 1711 Karol VI Habsburg 1740 |
| Król Danii                     | - 1699 Fryderyk IV 1730 |
| Dalajlama                      | - 1708 Kelzang Gjaco 1757 |
| Cesarz Etiopii                 | - 1716 Dawid III 1721 - 1721 Bekaffa 1730 |
| Król Francji                   | - 1715 Ludwik XV 1774 |
| Król Hiszpanii                 | - 1700 Filip V 1724 |
| Landgraf Hesji-Kassel          | - 1670 Karol I Heski 1730 |
| Stadhouder Holandii            | - 1702 drugi okres bez stadhoudera 1747 |
| Szach Iranu                    | - 1694 Sultan Husajn 1722 |
| Państwo Wielkich Mogołów       | - 1720 Mohammed Szah 1748 |
| Król Irlandii                  | - 1714 Jerzy I Hanowerski 1727 |
| Cesarz Japonii                 | - 1709 Nakamikado 1735 |
| Kalif                          | - 1703 Ahmed III 1736 |
| Patriarcha Konstantynopola     | - 1716 Jeremiasz III 1726 |
| Władca Korei                   | - 1720 Kyŏngjong 1724 |
| Książę Liechtensteinu          | - 1718 Antoni Florian 1721 - 1721 Józef Jan 1732                                                                                                   |
| Sułtan Maroka                  | - 1672 Maulaj Isma’il 1727 |
| Książę Monako                  | - 1701 Antoni I 1731 |
| Król Nawarry                   | - 1710 Ludwik XV 1774 |
| Król Norwegii                  | - 1699 Fryderyk IV 1730 |
| Sułtan Omanu                   | - 1719 Sajf II ibn Sultan 1724 |
| Elektor Palatynatu             | - 1716 Karol III Filip 1742 |
| Papież                         | - 1700 Klemens XI 1721 - 1721 Innocenty XIII 1724                                                                                                  |
| Książę Parmy i Piacenzy        | - 1694 Franciszek 1727 |
| Król Portugalii                | - 1706 Jan V 1750 |
| Król w Prusach                 | - 1713 Fryderyk Wilhelm I 1740 |
| Car Rosji                      | - 1682 Piotr I Wielki 1725 |
| Cesarz Rzymski (niemiecki)     | - 1711 Karol VI Habsburg 1740 |
| Kapitanowie Regenci San Marino | - 1720 Marino Enea Bonelli Bartolomeo Bedetti 1721 - 1721 Federico Gozi Girolamo Martelli 1721 - 1721 Bernardino Leonardelli Francesco Giangi 1722 |
| Elektor Saksonii               | - 1694 Fryderyk August I (król Polski) 1733 |
| Król Sardynii                  | - 1720 Wiktor Amadeusz II 1730 |
| Król Szwecji                   | - 1720 Fryderyk I Heski 1751 |
| Król Tajlandii                 | - 1709 Tai Sa 1733 |
| Sułtan Turków                  | - 1703 Ahmed III 1730 |
| Doża Wenecji                   | - 1709 Giovanni Cornaro 1722 |
| Król Węgier                    | - 1711 Karol III 1740 |
| Monarcha Wielkiej Brytanii     | - 1714 Jerzy I 1727 |
| Premier Wielkiej Brytanii      | - 1721 Robert Walpole 1742 |

Rok 1721 / MDCCXXI
stulecia: XVII wiek ~
XVIII wiek ~
XIX wiek

lata: 1711 «
1716 «
1717 «
1718 «
1719 «
1720 «
1721
» 1722
» 1723
» 1724
» 1725
» 1726
» 1731

## Wydarzenia w Polsce
- Wielka zaraza w mieście Biecz, po której przy życiu zostało tylko około 30 mieszkańców.

## Wydarzenia na świecie
- 4 kwietnia – Robert Walpole został pierwszym premierem Wielkiej Brytanii.
- 8 maja – Innocenty XIII został 224 papieżem.
- 18 maja – Bakaffa został cesarzem Etiopii.
- 13 czerwca – Wielka Brytania, Francja i Hiszpania podpisały układ madrycki.
- 10 września – Rosja podpisała ze Szwecją pokój w Nystad kończący wojnę północną.
- 21 września – car Piotr I Wielki wydał dekret o utworzeniu portu wojskowego w Petersburgu.
- 22 października – Piotr I Wielki przyjął tytuł Imperatora Wszechrosji, a państwo carów nazwano Cesarstwem Rosyjskim.
- 29 grudnia – rozpoczęła się francuska okupacja Mauritiusa.

- Oranżeria w Darmstadt została ukończona (architekt Louis Remy de la Fosse).

## Urodzili się
- 18 stycznia – John Adam, szkocki architekt (zm. 1792)
- 3 lutego - Johann Moritz von Strachwitz, niemiecki duchowny katolicki, biskup pomocniczy wrocławski i administrator apostolski diecezji (zm. 1781)
- 4 lutego - Jerzy Radziwiłł, wojewoda nowogródzki, marszałek Trybunału Głównego Wielkiego Księstwa Litewskiego (zm. 1754)
- 23 lipca - Anna Dorothea Therbusch-Lisiewska, niemiecka malarka pochodzenia polskiego (zm. 1782)
- 16 września – Domenico Corvi, malarz włoski (zm. 1803)
- 22 października - Jan Kanty Lenczowski, polski duchowny katolicki, biskup pomocniczy diecezji krakowskiej
- 29 grudnia – Madame Pompadour, faworyta francuskiego króla Ludwika XV (zm. 1764)

- data dzienna nieznana: 
  - Jan Baptysta Czempiński – lekarz Szkoły Rycerskiej, sekretarz królewski (zm. 1786)

## Zmarli
- 30 czerwca – Jan Kazimierz de Alten Bokum, polski duchowny katolicki, biskup przemyski (ur. 1666)
- 18 lipca – Jean Antoine Watteau, francuski malarz, rysownik i rytownik (ur. 1684)
- 24 września – Pacyfik z San Severino, włoski franciszkanin, święty katolicki (ur. 1653)
- 13 grudnia – Alexander Selkirk, szkocki żeglarz (ur. 1676), prawdopodobnie pierwowzór postaci Robinsona Cruzoe bohatera powieści Daniela Defoe Przypadki Robinsona Kruzoe

## Święta ruchome
- Tłusty czwartek: 20 lutego
- Ostatki: 25 lutego
- Popielec: 26 lutego
- Niedziela Palmowa: 6 kwietnia
- Wielki Czwartek: 10 kwietnia
- Wielki Piątek: 11 kwietnia
- Wielka Sobota: 12 kwietnia
- Wielkanoc: 13 kwietnia
- Poniedziałek Wielkanocny: 14 kwietnia
- Wniebowstąpienie Pańskie: 22 maja
- Zesłanie Ducha Świętego: 1 czerwca
- Boże Ciało: 12 czerwca